# ДАР-10
ДАР-10 (болг. ДАР-10) — болгарский самолёт-бомбардировщик времён Второй мировой войны, разработанный в Божуриште. Всего было выпущено только 2 экземпляра.

## Разработчик
Разработчиком являлся инженер Цветан Лазаров. В 1938 году он начал работу в Государственной авиационной мастерской (болг. Държавната аеропланна работилница) в Божуриште (рядом с Софией). 2 июля 1941 года был совершён первый полёт самолёта.

## Описание
Это был двухместный (для пилота и стрелка) моноплан с низким крылом. Самолёт полностью был изготовлен из дерева, покрывался слоем фанеры. Закрылки не применялись. Использовался трехлопастный воздушный винт.

## Тактико-технические характеристики
Источник данных: Уголок неба

Технические характеристики
- Экипаж: 2 чел.
- Длина: 9,54 м
- Размах крыла: 12,20 м
- Высота:
- Площадь крыла: 22.20 м²
- Масса пустого: 1843 кг
- Нормальная взлётная масса: 2570 кг
- Силовая установка: 1 × Alfa Romeo 126 RC34
- Мощность двигателей: 1 × 780 л. с.

Лётные характеристики
- Максимальная скорость: 410 км/ч
- Крейсерская скорость: 327 км/ч
- Боевой радиус: 300 км
- Практическая дальность: 1170 км
- Практический потолок: 7250 м

Вооружение
- Стрелково-пушечное: одна 20-мм пушка и три 7.92-мм пулемета
- Боевая нагрузка: бомбовая нагрузка до 650 кг

## Прототипы
Были созданы два прототипа с разными двигателями.

### ДАР-10А «Бекас»
ДАР-10А «Бекас» отличался хорошими боевыми качествами. Имел 9-цилиндровый двигатель «Альфа-Ромео» R.C.21 с мощностью 950 л. с. Именно «Бекас» совершил первый полёт 2 июля 1941 года. Был вооружён 4 пулемётами, нёс бомбовую нагрузку до 500 кг (по 5 бомб массой 100 кг). Прототип разбился в октябре 1942 года, что принудило болгарских авиаконструкторов предпочесть производство самолёта КБ-11 «Фазан».

### ДАР-10Ф
ДАР-10Ф имел 14-цилиндровый двигатель Fiat A.74 R.C.38 с мощность 870 л. с. Впервые совершил полёт в марте 1945 года, по размерам и параметрам превосходил «Бекас». Максимальная скорость была 454 км/ч, также он был вооружён четырьмя пулемётами MG 13 и 20-мм орудием MG FF. Нагрузка составляла те же 500 кг, однако были варианты как одной 500-килограммовой бомбы, так и двух 250-килограммовых, и четырёх 100-килограммовых.

## Отказ от производства
ДАР-10 создавался в качестве конкурента немецкому «Юнкерсу-87», однако к концу Второй мировой войны необходимость в использовании пикирующих бомбардировщиков снизилась. После войны Болгария ввела в эксплуатацию советские штурмовики Ил-2 и Ил-10.

## Похожие самолёты
- PZL.23 Karas
- Junkers Ju 87